# Liolaemus erguetae
Liolaemus erguetae — вид ігуаноподібних ящірок родини Liolaemidae. Мешкає в Чилі і Болівії.

## Поширення і екологія
Liolaemus erguetae мешкають на півночі Чилі, в регіоні Антофагаста, а також на крайньому південному заході Болівії, в департаменті Потосі. Вони живуть в дуже посушливих високогірних районах, зокрема поблизу солончаків. Зустрічаються на висоті від 4300 до 4570 м над рівнем моря.